# HP 200A

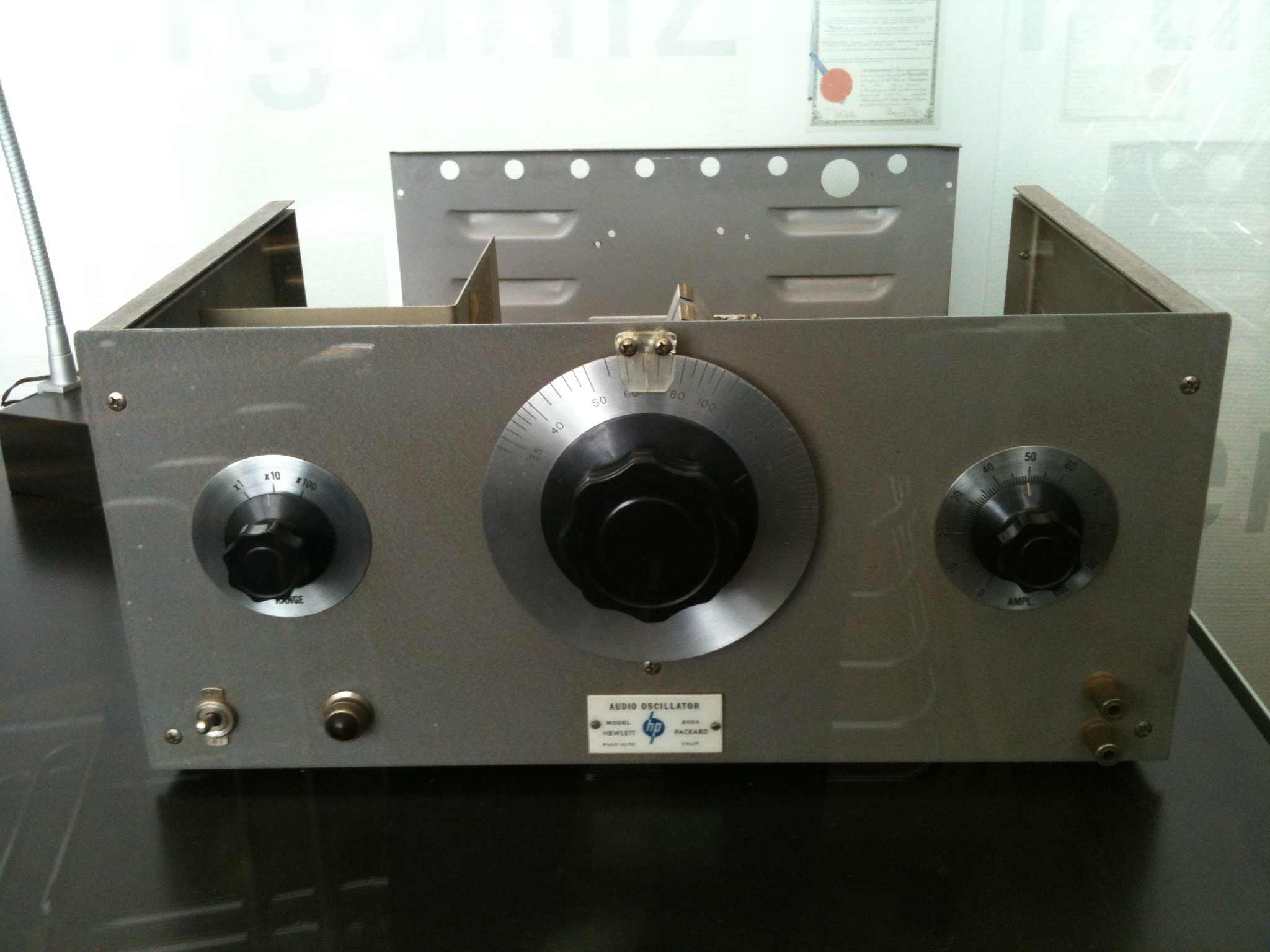
Pannello frontale dell'HP200A.

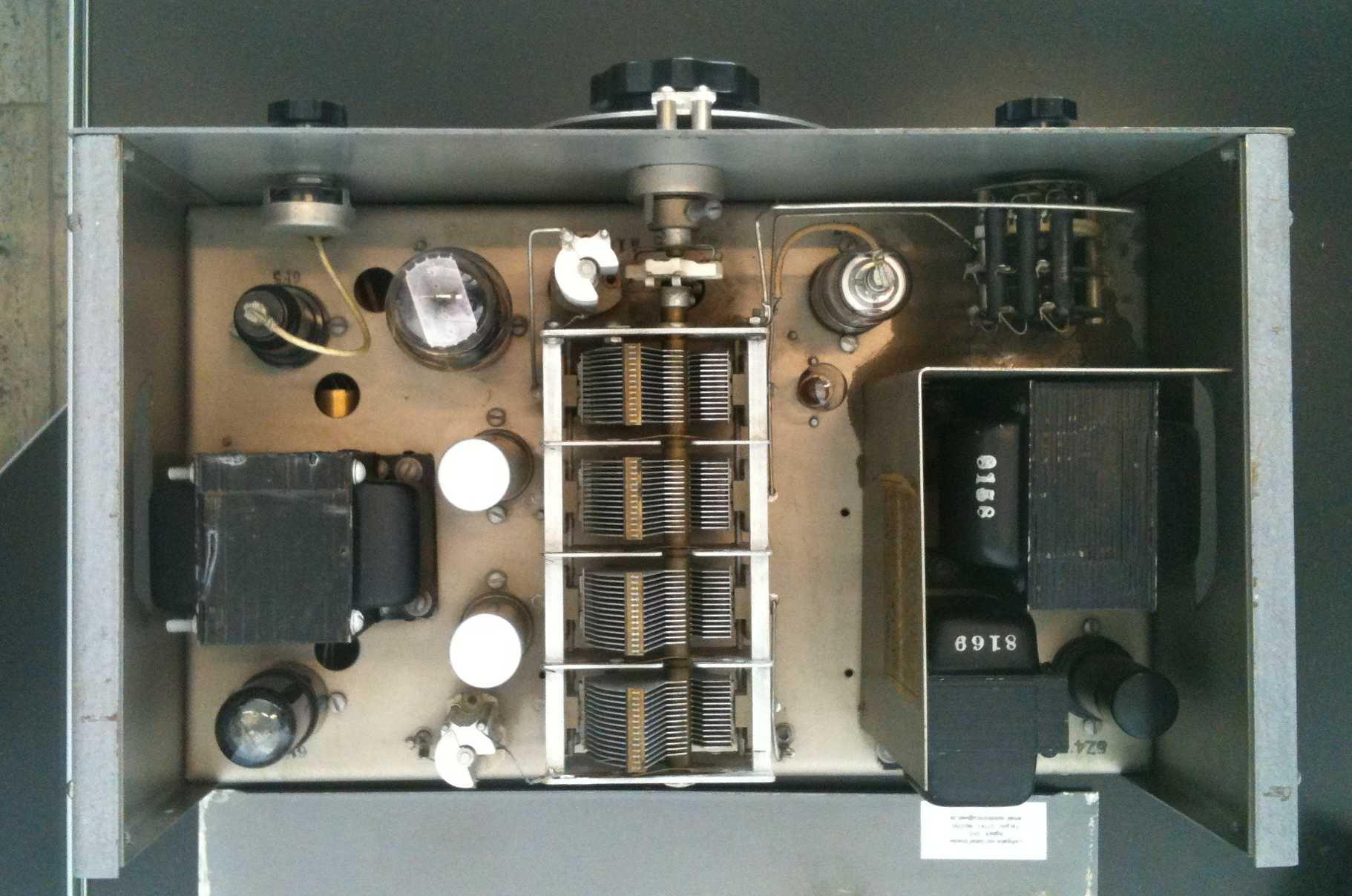
Interno dell'HP200A. Si noti la lampadina usata come resistore a coefficiente di temperatura positivo a destra della sezione superiore del condensatore variabile.

L'HP 200A è stato il primo prodotto realizzato dalla Hewlett-Packard.
È stato fabbricato nel garage di David Packard a Palo Alto come prototipo nel 1938, per poi essere commercializzato in versione definitiva nel 1939.
Si tratta di un oscillatore a bassa distorsione utilizzato per testare apparecchiature audio, basato sullo schema a ponte di Wien, che era stato oggetto della tesi di Bill Hewlett. È stato anche il primo oscillatore commerciale a utilizzare una lampadina come resistore dipendente dalla temperatura nella sua rete di retroazione. L'uso della lampadina permette un controllo automatico del guadagno economico ed efficace che non solo mantiene costante l'ampiezza di uscita dell'oscillatore, ma mantiene anche il guadagno del circuito dell'oscillatore vicino ad un valore unitario. Quest'ultimo è un requisito chiave per ottenere un oscillatore a bassa distorsione.
La sigla 200A è stata scelta per dare l'impressione di aver già prodotto altre apparecchiature, inducendo a pensare che HP fosse un'azienda affermata.
Walt Disney ne acquistò otto appositamente modificati (denominati HP 200B) per utilizzarli nella produzione del film di animazione Fantasia del 1940.
|                         | HP 200A                                         | HP 200B                                         |
| ----------------------- | ----------------------------------------------- | ----------------------------------------------- |
| Intervallo di frequenze | X1: 35-350Hz X10: 350-3500Hz X100: 3500-35000Hz | X1: 20-200Hz X10: 200-2000Hz X100: 2000-20000Hz |
| Potenza di uscita       | 1W su un carico di 500Ω                         | 1W su un carico di 500Ω                         |
| Distorsione             | meno dell'1% tra 35Hz e 15kHz                   | meno dell'1% tra 35Hz e 15kHz                   |
| Impedenza di uscita     | meno di 75Ω sotto 15kHz                         | meno di 75Ω sotto 15kHz                         |
| Alimentazione           | 115V 50-60Hz 60W                                | 115V 50-60Hz 60W                                |

## Sviluppi successivi
Negli anni Quaranta e Cinquanta le versioni successive del 200A coprirono gamme di frequenza diverse e più ampie. Le ultime versioni sono state la 200AB e la 200CD del 1952, quest'ultima copriva un range da 5Hz a 600kHz.